# Statenwegtracé
Het Statenwegtracé is een verlenging van de Rotterdamse metrolijn E in Rotterdam-Noord voor het project RandstadRail. Het is de eerste geboorde metrotunnel in Nederland. De tunnel bestaat uit twee buizen.
Om de plannen voor het Rotterdamse gedeelte van het lightrailproject RandstadRail te kunnen realiseren was het noodzakelijk dat de Hofpleinlijn (spoorweg) fysiek werd gekoppeld aan de Rotterdamse metro. Daardoor kregen Voorburg, Leidschendam, Nootdorp, Pijnacker en Berkel en Rodenrijs een rechtstreekse verbinding met het centrum van Rotterdam en Rotterdam-Zuid.

## Tracé
Het Statenwegtracé is circa drie kilometer lang en bestaat voor het grootste deel uit een tunnel, die begint nabij het Franciscus Gasthuis net ten noorden van de plaats waar de Hofpleinlijn de autosnelweg A20 en de spoorlijn Rotterdam – Utrecht kruist. De nieuwe tunnel sluit bij station Rotterdam Centraal aan op de bestaande metrolijn. In de wijk Blijdorp is in de nieuwe tunnel het gelijknamige ondergrondse station Blijdorp gebouwd. Het bestaande metrostation bij Rotterdam Centraal is met een extra spoor uitgebreid.

## Bouw
De tunnel werd geboord door de pleistocene zandlaag, die onder Rotterdam op een diepte van 25 tot 30 meter ligt. De tunnel bestaat uit twee geboorde tunnelbuizen, één per richting, van ieder 2,4 kilometer lang. De tunnelboormachine "Pandora" heeft eerst de westelijke tunnelbuis geboord. Op 30 maart 2007 was deze voltooid, waarna de machine werd teruggeplaatst naar het startpunt om de oostelijke tunnelbuis te boren. Deze tweede tunnelbuis kwam op 25 februari 2008 gereed.
Op 3 maart 2009 werd bekend dat de tunnel zo goed als klaar was en dat met de afwerking werd begonnen. In juni 2009 werd bekend dat de ingebruikname van de boortunnel met circa 3 maanden vertraagd werd. De geplande exploitatie via één tunnelbuis per december 2009 was hierdoor niet meer haalbaar.

## Besluitvorming
In de planfase werden elf mogelijke tracés in beschouwing genomen, waarvan er na eerste selectie zes overbleven. Dit waren de tracés via de Statenweg, Blijdorpboog, Spoorsingel, Schiekade, Heer Bokelwegboog en Schepenstraat. Van de Blijdorpboog-, Spoorsingel- en Statenwegtracés werden in totaal ook vier subvarianten onderzocht.
Het Statenwegtracé gold als referentiemodel aangezien dit al eerder als het voorkeurstracé was vastgesteld. De eerste plannen stammen uit 1994. Het plan bestond toen uit een tunnel vanaf het Centraal Station tot aan station Rotterdam Wilgenplas. Tussen het Centraal Station en de Stadhoudersweg zou de tunnel uit drie sporen bestaan voor kerende metro's, geheel boren was hierdoor niet mogelijk. Tijdens de planfase is een variant op het Statenwegtracé meegenomen, het verkorte Statenwegtracé. Deze zou al bij de Kleiweg aansluiten op de Hofpleinlijn in plaats van bij Wilgenplas, en de tunnel tussen Centraal Station en de Stadhoudersweg zou slechts tweesporig worden uitgevoerd zodat deze geheel geboord kon worden.
In 1999 is gekozen voor de aanleg van dit verkorte Statenwegtracé. Deze variant was aanzienlijk goedkoper dan het referentiemodel en kon geheel worden geboord. De overlast in Rotterdam-Noord zou beperkt blijven tot de locatie rondom station Blijdorp en sloop van panden was niet nodig. Daarnaast zou deze variant relatief snel te realiseren zijn. Het bestaande viaduct van de Hofpleinlijn in Rotterdam-Noord heeft na de ingebruikname van de nieuwe tunnel zijn functie als railverbinding verloren, maar is behoudens waar het de A20 kruist intact gebleven, omdat het een rijksmonument is.

## Planning
Tijdens de planfase ging men ervan uit dat, indien er twee tunnelboren gebruikt zouden worden, het tracé eind 2004 gereed kon zijn. Bij gebruik van één tunnelboor was dit circa een jaar later. Uiteindelijk is de bouw van deze tunnel in 2003 begonnen met de inzet van één tunnelboormachine. Volgens de toenmalige planning had de RandstadRail vanaf september 2008 via één tunnelbuis moeten gaan rijden naar het Centraal Station en medio 2009 via beide tunnelbuizen tot aan Slinge. Later is de planning bijgesteld tot december 2009 voor de eerste tunnelbuis en 2011 voor beide tunnelbuizen. In juni 2009 werd bekend dat er circa drie maanden vertraging was opgelopen en de start van de exploitatie opnieuw moest worden uitgesteld. Uiteindelijk is per 17 augustus 2010 de verbinding, inclusief het nieuwe station metrostation Blijdorp in gebruik genomen. De tweede tunnelbuis volgde een jaar later, op 22 augustus 2011.